# Hongrie aux Jeux olympiques d'été de 2020
La Hongrie participe aux Jeux olympiques de 2020 à Tokyo au Japon. Il s'agit de sa 27e participation à des Jeux d'été.
Le Comité international olympique autorise à partir de ces Jeux à ce que les délégations présentent deux porte-drapeaux, une femme et un homme, pour la cérémonie d'ouverture. Le nageur László Cseh et l'escrimeuse Aida Mohamed sont nommés par le Comité olympique hongrois le 4 juillet 2021.

## Médaillés
| Sport       | Discipline                 | Athlète(s)                                          | Performance                   | Date       |
| ----------- | -------------------------- | --------------------------------------------------- | ----------------------------- | ---------- |
| Escrime     | Sabre masculin individuel  | Áron Szilágyi                                       | Luigi Samele Victoire 15-7    | 24 juillet |
| Natation    | 200 m papillon masculin    | Kristóf Milák                                       | 1 min 51 s 25 (RO)            | 28 juillet |
| Lutte       | Gréco-romaine hommes 77 kg | Tamás Lőrincz                                       | Akzhol Makhmudov Victoire 2-1 | 3 août     |
| Canoë-kayak | K1 1 000 m hommes          | Bálint Kopasz                                       | 35 s 035 (OR)                 | 3 août     |
| Canoë-kayak | K1 200 m hommes            | Sándor Tótka                                        | 3 min 22 s 431                | 5 août     |
| Canoë-kayak | K4 500 m femmes            | Dóra Bodonyi Tamara Csipes Anna Kárász Danuta Kozák | 1 min 35 s 463                | 7 août     |

| Sport       | Discipline                  | Athlète(s)        | Performance                  | Date       |
| ----------- | --------------------------- | ----------------- | ---------------------------- | ---------- |
| Escrime     | Épée masculine individuelle | Gergely Siklósi   | Romain Cannone Défaite 10-15 | 25 juillet |
| Natation    | 100 m papillon masculin     | Kristóf Milák     | 49 s 69 (RE)                 | 31 juillet |
| Natation    | 10 km en eau libre masculin | Kristóf Rasovszky | 1 h 48 min 59 s              | 5 août     |
| Voile       | Finn hommes                 | Zsombor Berecz    | 39 pts                       | 3 août     |
| Canoë-kayak | K1 1 000 m hommes           | Ádám Varga        | 3 min 22 s 431               | 3 août     |
| Canoë-kayak | K1 1 500 m femmes           | Tamara Csipes     | 1 min 51 s 855               | 5 août     |
| Lutte       | Gréco-romaine hommes 87 kg  | Viktor Lőrincz    | Zhan Beleniuk Défaite 1-5    | 4 août     |

| Sport              | Discipline                 | Athlète(s) | Performance                      | Date       |
| ------------------ | -------------------------- | --- | -------------------------------- | ---------- |
| Judo               | Moins de 90 kg hommes      | Krisztián Tóth | Mikhail Igolnikov Victoire 01-00 | 28 juillet |
| Escrime            | Sabre masculin par équipes | Áron Szilágyi András Szatmári Tamás Decsi Csanád Gémesi | Allemagne Victoire 45-40         | 28 juillet |
| Canoë-kayak        | K2 500 m femmes            | Dóra Bodonyi Danuta Kozák | 1 min 36 s 867                   | 3 août     |
| Karaté             | Moins de 75 kg hommes      | Gábor Hárspataki | Rafael Ağayev Défaite 0-7        | 6 août     |
| Pentathlon moderne | Compétition féminine       | Sarolta Kovács | 1 368 pts                        | 6 août     |
| Water-polo         | Tournoi féminin            | Edina Gangl Dorottya Szilágyi Vanda Vályi Gréta Gurisatti Gabriella Szűcs Rebecca Parkes Anna Illés Rita Keszthelyi Dóra Leimeter Anikó Gyöngyössy Natasa Rybanska Krisztina Garda Alda Magyari | ROC Victoire 11-9                | 7 août     |
| Water-polo         | Tournoi masculin           | Viktor Nagy Dániel Angyal Krisztián Manhercz Gergő Zalánki Márton Vámos Norbert Hosnyánszky Mátyás Pásztor Szilárd Jansik Tamás Mezei Balázs Hárai Soma Vogel                                   | Espagne Victoire 9-5             | 8 août     |

| Sport              |   |   |   | Total |
| ------------------ | - | - | - | ----- |
| Canoë-kayak        | 3 | 2 | 1 | 6     |
| Escrime            | 1 | 1 | 1 | 3     |
| Judo               | 0 | 0 | 1 | 1     |
| Karaté             | 0 | 0 | 1 | 1     |
| Lutte              | 1 | 1 | 0 | 2     |
| Natation           | 1 | 2 | 0 | 3     |
| Pentathlon moderne | 0 | 0 | 1 | 1     |
| Voile              | 0 | 1 | 0 | 1     |
| Water-polo         | 0 | 0 | 2 | 2     |
| Total              | 6 | 7 | 7 | 20    |

| Jour       |   |   |   | Total |
| ---------- | - | - | - | ----- |
| juillet    | 1 | 0 | 0 | 1     |
| 25 juillet | 0 | 1 | 0 | 1     |
| 28 juillet | 1 | 0 | 2 | 3     |
| 31 juillet | 0 | 1 | 0 | 1     |
| 3 août     | 2 | 2 | 1 | 5     |
| 4 août     | 0 | 1 | 0 | 1     |
| 5 août     | 1 | 2 | 0 | 3     |
| 6 août     | 0 | 0 | 2 | 2     |
| 7 août     | 1 | 0 | 1 | 3     |
| 8 août     | 0 | 0 | 1 | 1     |
| Total      | 6 | 7 | 7 | 20    |

| Sexe   |   |   |   | Total |
| ------ | - | - | - | ----- |
| Femmes | 1 | 1 | 3 | 5     |
| Hommes | 5 | 6 | 4 | 15    |
| Total  | 6 | 7 | 7 | 20    |

| Athlète       | Sport       |   |   |   | Total |
| ------------- | ----------- | - | - | - | ----- |
| Kristóf Milák | Natation    | 1 | 1 | 0 | 2     |
| Tamara Csipes | Canoë-kayak | 1 | 1 | 0 | 2     |
| Danuta Kozák  | Canoë-kayak | 1 | 0 | 1 | 2     |
| Dóra Bodonyi  | Canoë-kayak | 1 | 0 | 1 | 2     |
| Áron Szilágyi | Escrime     | 1 | 0 | 1 | 2     |

## Athlètes engagés
| Sport              | Hommes | Femmes | Total |
| ------------------ | ------ | ------ | ----- |
| Athlétisme         | 7      | 11     | 18    |
| Aviron             | 1      | 0      | 1     |
| Badminton          | 1      | 1      | 2     |
| Boxe               | 1      | 0      | 1     |
| Canoë-kayak        | 8      | 8      | 16    |
| Cyclisme           | 2      | 1      | 3     |
| Escrime            | 5      | 8      | 13    |
| Gymnastique        | 0      | 2      | 2     |
| Haltérophilie      | 1      | 0      | 1     |
| Handball           | 0      | 14     | 14    |
| Judo               | 3      | 4      | 7     |
| Karaté             | 1      | 0      | 1     |
| Lutte              | 5      | 1      | 6     |
| Natation           | 21     | 13     | 34    |
| Pentathlon moderne | 2      | 2      | 4     |
| Taekwondo          | 1      | 0      | 1     |
| Tennis de table    | 2      | 4      | 6     |
| Tir                | 2      | 2      | 4     |
| Tir à l'arc        | 1      | 0      | 1     |
| Triathlon          | 2      | 2      | 4     |
| Voile              | 2      | 2      | 4     |
| Water-polo         | 13     | 13     | 26    |
| Total              | 81     | 88     | 169   |

## Résultats

### Athlétisme
| Athlète           | Épreuve                 | 1er tour       | 1er tour    | Demi-finale | Demi-finale | Finale          | Finale   |
| Athlète           | Épreuve                 | Temps          | Rang        | Temps       | Rang        | Temps           | Rang     |
| ----------------- | ----------------------- | -------------- | ----------- | ----------- | ----------- | --------------- | -------- |
| István Szögi      | 1 500 m masculin        | 3 min 38 s 79  | 31e         | Éliminé     | Éliminé     | Éliminé         | Éliminé  |
| Bence Venyercsán  | 50 km marche            | Non disputé    | Non disputé | Non disputé | Non disputé | 3 h 59 min 5 s  | 20e      |
| Máté Helebrandt   | 50 km marche            | Non disputé    | Non disputé | Non disputé | Non disputé | 3 h 57 min 53 s | 17e      |
| Valdó Szűcs       | 110 m haies             | 13 s 50        | 3e          | 13 s 40     | 12e         | Éliminé         | Éliminé  |
| Máté Koroknai     | 400 m haies masculin    | 49 s 80        | 26e         | Éliminé     | Éliminé     | Éliminé         | Éliminé  |
| Bianka Kéri       | 800 m féminin           | 2 min 2 s 82   | 33e         | Éliminée    | Éliminée    | Éliminée        | Éliminée |
| Luca Kozák        | 100 m haies             | 12 s 97        | 3e          | Abandon     | Abandon     | Éliminée        | Éliminée |
| Zita Kácser       | 3 000 m steeple féminin | 10 min 43 s 99 | 13e         | Non disputé | Non disputé | Éliminée        | Éliminée |
| Lili Anna Toth    | 3 000 m steeple féminin | 9 min 30 s 96  | 7e          | Non disputé | Non disputé | Éliminée        | Éliminée |
| Barbara Kovács    | 20 km marche féminin    | Non disputé    | Non disputé | Non disputé | Non disputé | 1 h 41 min 49 s | 45e      |
| Viktória Madarász | 20 km marche féminin    | Non disputé    | Non disputé | Non disputé | Non disputé | Abandon         | Abandon  |

| Athlète             | Épreuve                    | Qualification | Qualification | Finale      | Finale   |
| Athlète             | Épreuve                    | Performance   | Rang          | Performance | Rang     |
| ------------------- | -------------------------- | ------------- | ------------- | ----------- | -------- |
| Bence Halász        | Lancer du marteau masculin | 75,39 m       | 14e           | Éliminé     | Éliminé  |
| Norbert Rivasz-Tóth | Lancer du javelot masculin | 77,76 m       | 22e           | Éliminé     | Éliminé  |
| Anasztázia Nguyen   | Saut en longueur féminin   | 6,52 m        | 16e           | Éliminée    | Éliminée |
| Anita Márton        | Lancer du poids féminin    | 17,59 m       | 21e           | Éliminée    | Éliminée |
| Réka Gyurátz        | Lancer du marteau féminin  | 66,48 m       | 26e           | Éliminée    | Éliminée |
| Réka Szilágyi       | Lancer du javelot féminin  | 57,39 m       | 25e           | Éliminée    | Éliminée |

| Athlète       | Épreuve  | 100 H   | SH     | LP      | 200 m   | SL     | LJ      | 800 m        | Total | Rang |
| ------------- | -------- | ------- | ------ | ------- | ------- | ------ | ------- | ------------ | ----- | ---- |
| Xénia Krizsán | Résultat | 13 s 58 | 1,74 m | 13,78 m | 24 s 96 | 5,88 m | 50,59 m | 2 min 7 s 65 | 6 295 | 13e  |
| Xénia Krizsán | Points   | 1 039   | 903    | 779     | 890     | 913    | 872     | 999          | 6 295 | 13e  |

### Aviron
| Athlète                   | Compétition    | Série        | Série | Repêchages   | Repêchages   | Quarts de finale | Quarts de finale | Demi-finale                  | Demi-finale | Finale                | Finale |
| Athlète                   | Compétition    | Temps        | Rang  | Temps        | Rang         | Temps            | Rang             | Temps                        | Rang        | Temps                 | Rang   |
| ------------------------- | -------------- | ------------ | ----- | ------------ | ------------ | ---------------- | ---------------- | ---------------------------- | ----------- | --------------------- | ------ |
| Bendegúz Pétervári-Molnár | Skiff masculin | 7 min 4 s 42 | 2e    | Non concerné | Non concerné | 7 min 24 s 63    | 2e               | Demi-finale A/B 6 min 59 s 8 | 5e          | Finale B 5 min 9 s 29 | 10e    |

### Badminton
| Athlète        | Compétition   | Phase de groupes             | Phase de groupes            | Phase de groupes | 1/8e de finale   | Quarts de finale | Demi-finales     | Finale           | Finale   |
| Athlète        | Compétition   | Adversaire Score             | Adversaire Score            | Rang             | Adversaire Score | Adversaire Score | Adversaire Score | Adversaire Score | Rang     |
| -------------- | ------------- | ---------------------------- | --------------------------- | ---------------- | ---------------- | ---------------- | ---------------- | ---------------- | -------- |
| Gergely Krausz | Simple hommes | Ginting Défaite 13-21, 8-21  | Sirant Défaite 18-21, 18-21 | 3e du gr. J      | Éliminé          | Éliminé          | Éliminé          | Éliminé          | Éliminé  |
| Laura Sárosi   | Simple dames  | Intanon Défaite 5-21, 10-210 | Cheah Défaite (Forfait)     | 3e du gr. N      | Éliminée         | Éliminée         | Éliminée         | Éliminée         | Éliminée |

### Boxe
| Athlète      | Catégorie              | 1/16e de finale         | 1/8e de finale      | Quart de finale     | Demi-finale         | Finale              | Rang    |
| Athlète      | Catégorie              | Adversaire Résultat     | Adversaire Résultat | Adversaire Résultat | Adversaire Résultat | Adversaire Résultat | Rang    |
| ------------ | ---------------------- | ----------------------- | ------------------- | ------------------- | ------------------- | ------------------- | ------- |
| Roland Gálos | Plumes hommes (-57 kg) | Temirzhanov Défaite 0-5 | Éliminé             | Éliminé             | Éliminé             | Éliminé             | Éliminé |

### Canoë-kayak
| Athlète                                              | Compétition       | Série          | Série | Quarts de finale | Quarts de finale | Demi-finale    | Demi-finale | Finale A Finale B Finale C | Finale A Finale B Finale C          |
| Athlète                                              | Compétition       | Temps          | Rang  | Temps            | Rang             | Temps          | Rang        | Temps                      | Rang                                |
| ---------------------------------------------------- | ----------------- | -------------- | ----- | ---------------- | ---------------- | -------------- | ----------- | -------------------------- | ----------------------------------- |
| Sándor Tótka                                         | K1 200 m hommes   | 35 s 070       | 1er   | Exempté          | Exempté          | 35 s 114       | 1er         | Finale A 35 s 035          | Médaille d'or, Jeux olympiques      |
| Kolos Csizmadia                                      | K1 200 m hommes   | 34 s 442       | 1er   | Exempté          | Exempté          | 35 s 099       | 1er         | Finale A 35 s 317          | 4e                                  |
| Balázs Adolf                                         | C1 1 000 m hommes | 4 min 1 s 665  | 2e    | Exempté          | Exempté          | 4 min 9 s 177  | 5e          | Finale B 4 min 7 s 613     | 15e                                 |
| Dániel Fejes                                         | C1 1 000 m hommes | 4 min 34 s     | 6e    | 4 min 21 s 847   | 5e               | Éliminé        | Éliminé     | Éliminé                    | Éliminé                             |
| Bálint Kopasz                                        | K1 1 000 m hommes | 3 min 39 s 084 | 1er   | Exempté          | Exempté          | 3 min 24 s 558 | 1er         | Finale A 3 min 20 s 643    | Médaille d'or, Jeux olympiques      |
| Ádám Varga                                           | K1 1 000 m hommes | 3 min 39 s 650 | 2e    | Exempté          | Exempté          | 3 min 23 s 634 | 2e          | Finale A 3 min 22 s 431    | Médaille d'argent, Jeux olympiques  |
| Balázs Adolf Dániel Fejes                            | C2 1 000 m hommes | 3 min 53 s 964 | 7e    | 3 min 53 s 559   | 4e               | Non disputé    | Non disputé | Finale B 3 min 32 s 076    | 11e                                 |
| Kornél Béke Ádám Varga                               | K2 1 000 m hommes | 3 min 26 s 732 | 4e    | 3 min 15 s 225   | 3e               | 3 min 20 s 197 | 5e          | Finale B 3 min 24 s 223    | 12e                                 |
| Bálint Kopasz Bence Nádas                            | K2 1 000 m hommes | 3 min 11 s 877 | 1er   | Exemptés         | Exemptés         | 3 min 18 s 16  | 2e          | Finale A 3 min 16 s 535    | 4e                                  |
| Kornél Béke Kolos Csizmadia Bence Nádas Sándor Tótka | K4 500 m hommes   | 1 min 34 s 274 | 5e    | 1 min 23 s 727   | 1er              | 1 min 24 s 918 | 3e          | Finale A 1 min 25 s 068    | 7e                                  |
| Virág Balla                                          | C1 200 m femmes   | 46 s 852       | 3e    | 46 s 218         | 1re              | 48 s 257       | 6e          | Finale B 47 s 560          | 9e                                  |
| Kincső Takács                                        | C1 200 m femmes   | 47 s 977       | 2e    | Exemptée         | Exemptée         | 49 s 178       | 8e          | Finale B 48 s 921          | 14e                                 |
| Dóra Lucz                                            | K1 200 m femmes   | 41 s 098       | 1re   | Exemptée         | Exemptée         | 39 s 713       | 1re         | Finale A 39 s 442          | 6e                                  |
| Anna Kárász                                          | K1 200 m femmes   | 41 s 127       | 2e    | Exemptée         | Exemptée         | 40 s 724       | 8e          | Finale B 41 s 242          | 16e                                 |
| Tamara Csipes                                        | K1 500 m femmes   | 1 min 48 s 790 | 1re   | Exemptée         | Exemptée         | 1 min 51 s 698 | 1re         | Finale A 1 min 51 s 855    | Médaille d'argent, Jeux olympiques  |
| Danuta Kozák                                         | K1 500 m femmes   | 1 min 48 s 730 | 1re   | Exemptée         | Exemptée         | 1 min 52 s 016 | 1re         | Finale A 1 min 53 s 414    | 4e                                  |
| Virág Balla Kincső Takács                            | C2 500 m femmes   | 2 min 2 s 344  | 2e    | Exemptées        | Exemptées        | 2 min 4 s 525  | 3e          | Finale A 2 min 0 s 289     | 5e                                  |
| Tamara Csipes Erika Medveczky                        | K2 500 m femmes   | 1 min 42 s 776 | 1re   | Exemptées        | Exemptées        | 1 min 38 s 446 | 2e          | Finale A 1 min 37 s 117    | 4e                                  |
| Dóra Bodonyi Danuta Kozák                            | K2 500 m femmes   | 1 min 45 s 735 | 1re   | Exemptées        | Exemptées        | 1 min 37 s 912 | 1re         | Finale A 1 min 36 s 867    | Médaille de bronze, Jeux olympiques |
| Dóra Bodonyi Tamara Csipes Anna Kárász Danuta Kozák  | K4 500 m femmes   | 1 min 33 s 335 | 1re   | Non disputé      | Non disputé      | 1 min 36 s 529 | 1re         | Finale A 1 min 35 s 463    | Médaille d'or, Jeux olympiques      |

### Cyclisme
| Athlète       | Compétition | Temps   | Rang    |
| ------------- | ----------- | ------- | ------- |
| Attila Valter | Hommes      | Abandon | Abandon |

| Athlète      | Compétition | Temps           | Rang |
| ------------ | ----------- | --------------- | ---- |
| András Parti | Hommes      | 1 h 35 min 33 s | 32e  |
| Blanka Vas   | Femmes      | 1 h 17 min 55 s | 4e   |

### Escrime
| Athlète                                                 | Compétition       | 1/32e de finale  | 1/16e de finale        | 1/8e de finale         | Quarts de finale          | Demi-finale Classement 5-8 | Finale 3e place Classement 5e, 7e places | Rang                                |
| Athlète                                                 | Compétition       | Adversaire Score | Adversaire Score       | Adversaire Score       | Adversaire Score          | Adversaire Score           | Adversaire Score                         | Rang                                |
| ------------------------------------------------------- | ----------------- | ---------------- | ---------------------- | ---------------------- | ------------------------- | -------------------------- | ---------------------------------------- | ----------------------------------- |
| Gergely Siklósi                                         | Épée individuelle | Exempté          | Dong Victoire 15-9     | El Kord Victoire 15-13 | Park Victoire 15-12       | Santarelli Victoire 15-10  | Cannone Défaite 10-15                    | Médaille d'argent, Jeux olympiques  |
| Tamás Decsi                                             | Sabre individuel  | Exempté          | Hartung Défaite 8-15   | Éliminé                | Éliminé                   | Éliminé                    | Éliminé                                  | Éliminé                             |
| András Szatmári                                         | Sabre individuel  | Exempté          | Pakdaman Défaite 12-15 | Éliminé                | Éliminé                   | Éliminé                    | Éliminé                                  | Éliminé                             |
| Áron Szilágyi                                           | Sabre individuel  | Exempté          | Quintero Victoire 15-7 | Abedini Victoire 15-7  | Pakdaman Victoire 15-6    | Bazadze Victoire 15-13     | Samele Victoire 15-7                     | Médaille d'or, Jeux olympiques      |
| Csanád Gémesi András Szatmári Áron Szilágyi Tamás Decsi | Sabre par équipes | Non disputé      | Non disputé            | Exemptés               | États-Unis Victoire 45-36 | Italie Défaite 43-45       | Allemagne Victoire 45-20                 | Médaille de bronze, Jeux olympiques |

| Athlète                                                     | Compétition         | 1/32e de finale        | 1/16e de finale             | 1/8e de finale             | Quarts de finale                 | Demi-finale Classement 5-8     | Finale 3e place Classement 5e, 7e places | Rang     |
| Athlète                                                     | Compétition         | Adversaire Score       | Adversaire Score            | Adversaire Score           | Adversaire Score                 | Adversaire Score               | Adversaire Score                         | Rang     |
| ----------------------------------------------------------- | ------------------- | ---------------------- | --------------------------- | -------------------------- | -------------------------------- | ------------------------------ | ---------------------------------------- | -------- |
| Kata Kondricz                                               | Fleuret individuel  | Exemptée               | Volpi Défaite 5-15          | Éliminée                   | Éliminée                         | Éliminée                       | Éliminée                                 | Éliminée |
| Fanni Kreiss                                                | Fleuret individuel  | Exemptée               | Batini Victoire 15-10       | Deriglazova Défaite 10-15  | Éliminée                         | Éliminée                       | Éliminée                                 | Éliminée |
| Flóra Pásztor                                               | Fleuret individuel  | Mebarki Victoire 15-8  | Thibus Défaite 13-15        | Éliminée                   | Éliminée                         | Éliminée                       | Éliminée                                 | Éliminée |
| Kata Kondricz Fanni Kreiss Flóra Pásztor Aida Mohamed       | Fleuret par équipes | Non disputé            | Non disputé                 | Italie Défaite 32-45       | 5e-8e place Canada Défaite 33-45 | 7e place Égypte Victoire 45-28 | 7e                                       |          |
| Renáta Katona                                               | Sabre individuel    | Daghfous Victoire 15-6 | Velikaïa Défaite 4-15       | Éliminée                   | Éliminée                         | Éliminée                       | Éliminée                                 | Éliminée |
| Anna Márton                                                 | Sabre individuel    | Exemptée               | Maurice Victoire 15-12      | Choi Victoire 15-12        | Dayibekova Victoire 15-11        | Velikaïa Défaite 8-15          | Brunet Défaite 6-15                      | 4e       |
| Liza Pusztai                                                | Sabre individuel    | Exemptée               | Ben Chaabane Victoire 15-12 | Qian Défaite 10-15         | Éliminée                         | Éliminée                       | Éliminée                                 | Éliminée |
| Renáta Katona Anna Márton Liza Pusztai Sugár Katinka Battai | Sabre par équipes   | Non disputé            | Non disputé                 | Corée du Sud Défaite 40-45 | 5e-8e place Japon Défaite 42-45  | 7e place Chine Défaite 30-45   | 8e                                       |          |

### Gymnastique

#### Artistique
| Athlète       | Compétition      | Qualifications | Qualifications      | Qualifications | Qualifications | Qualifications | Qualifications | Finale   | Finale              | Finale   | Finale   | Finale | Finale |
| Athlète       | Compétition      | Appareil       | Appareil            | Appareil       | Appareil       | Total          | Rang           | Appareil | Appareil            | Appareil | Appareil | Total  | Rang   |
| Athlète       | Compétition      | Saut           | Barres asymétriques | Poutre         | Sol            | Total          | Rang           | Saut     | Barres asymétriques | Poutre   | Sol      | Total  | Rang   |
| ------------- | ---------------- | -------------- | ------------------- | -------------- | -------------- | -------------- | -------------- | -------- | ------------------- | -------- | -------- | ------ | ------ |
| Zsófia Kovács | Concours général | 14,500         | 14,433              | 13,133         | 12,666         | 54,732         | 16e            | 14,500   | 14,233              | 12,100   | 12,600   | 53,433 | 14e    |

#### Rythmique
| Athlète         | Qualification | Qualification | Qualification | Qualification | Qualification | Qualification | Finale   | Finale   | Finale   | Finale   | Finale   | Finale   |
| Athlète         |               |               |               |               | Total         | Rang          |          |          |          |          | Total    | Rang     |
| --------------- | ------------- | ------------- | ------------- | ------------- | ------------- | ------------- | -------- | -------- | -------- | -------- | -------- | -------- |
| Fanni Pigniczki | 21,200        | 22,400        | 21,350        | 19,450        | 84,400        | 20e           | Éliminée | Éliminée | Éliminée | Éliminée | Éliminée | Éliminée |

### Handball
| Compétition     | Phase de groupe      | Phase de groupe      | Phase de groupe      | Phase de groupe        | Phase de groupe      | Phase de groupe | Quart de finale       | Demi-finale      | Finale / 3e place | Finale / 3e place |
| Compétition     | Adversaire Score     | Adversaire Score     | Adversaire Score     | Adversaire Score       | Adversaire Score     | Rang            | Adversaire Score      | Adversaire Score | Adversaire Score  | Rang              |
| --------------- | -------------------- | -------------------- | -------------------- | ---------------------- | -------------------- | --------------- | --------------------- | ---------------- | ----------------- | ----------------- |
| Tournoi féminin | France Défaite 29-30 | Brésil Défaite 27-33 | Russie Défaite 31-28 | Espagne Victoire 29-25 | Suède Victoire 26-23 | 4e              | Norvège Défaite 22-26 | Éliminées        | Éliminées         | Éliminées         |

### Haltérophilie
| Athlète    | Compétition    | Arraché  | Arraché | Épaulé-jeté | Épaulé-jeté | Total  | Rang |
| Athlète    | Compétition    | Résultat | Rang    | Résultat    | Rang        | Total  | Rang |
| ---------- | -------------- | -------- | ------- | ----------- | ----------- | ------ | ---- |
| Péter Nagy | Plus de 109 kg | 178 kg   | 8e      | 218 kg      | 7e          | 396 kg | 7e   |

### Judo
| Athlète          | Compétition            | 1er tour                     | 2e tour                   | Quart de finale       | Demi-finale         | Repêchage                 | Finale / MB              | Rang                                |
| Athlète          | Compétition            | Adversaire Résultat          | Adversaire Résultat       | Adversaire Résultat   | Adversaire Résultat | Adversaire Résultat       | Adversaire Résultat      | Rang                                |
| ---------------- | ---------------------- | ---------------------------- | ------------------------- | --------------------- | ------------------- | ------------------------- | ------------------------ | ----------------------------------- |
| Attila Ungvári   | Moins de 81 kg hommes  | Abdelaal Défaite 00-10       | Éliminé                   | Éliminé               | Éliminé             | Éliminé                   | Éliminé                  | Éliminé                             |
| Krisztián Tóth   | Moins de 90 kg hommes  | Misenga Victoire 10-00       | Mukai Victoire 10-00      | Trippel Défaite 00-10 | Non qualifié        | van 't End Victoire 01-00 | Igolnikov Victoire 01-00 | Médaille de bronze, Jeux olympiques |
| Miklós Cirjenics | Moins de 100 kg hommes | Borodavko Victoire (forfait) | Ilyasov Défaite 00-10     | Éliminé               | Éliminé             | Éliminé                   | Éliminé                  | Éliminé                             |
| Éva Csernoviczki | Moins de 48 kg femmes  | Likmabam Victoire 10-00      | Tonaki Défaite 00-10      | Éliminée              | Éliminée            | Éliminée                  | Éliminée                 | Éliminée                            |
| Réka Pupp        | Moins de 52 kg femmes  | Kelmendi Victoire 01-00      | Delgado Victoire 10-00    | Kocher Défaite 00-10  | Non qualifiée       | Park Victoire 01-00       | Giuffrida Défaite 00-10  | 5e                                  |
| Hedvig Karakas   | Moins de 57 kg femmes  | Kowalczyk Défaite 00-01      | Éliminée                  | Éliminée              | Éliminée            | Éliminée                  | Éliminée                 | Éliminée                            |
| Szofi Özbas      | Moins de 63 kg femmes  | Trajdos Victoire 01-00       | Centracchio Défaite 00-11 | Éliminée              | Éliminée            | Éliminée                  | Éliminée                 | Éliminée                            |

### Karaté
| Athlète          | Compétition           | Tour de qualification  | Tour de qualification | Tour de qualification | Tour de qualification  | Tour de qualification | Demi-finale         | Finale              | Rang                                |
| Athlète          | Compétition           | Match 1                | Match 2               | Match 3               | Match 4                | Place                 | Demi-finale         | Finale              | Rang                                |
| Athlète          | Compétition           | Adversaire Résultat    | Adversaire Résultat   | Adversaire Résultat   | Adversaire Résultat    | Place                 | Adversaire Résultat | Adversaire Résultat | Rang                                |
| ---------------- | --------------------- | ---------------------- | --------------------- | --------------------- | ---------------------- | --------------------- | ------------------- | ------------------- | ----------------------------------- |
| Gábor Hárspataki | Moins de 75 kg hommes | Abdelaziz Victoire 2-2 | Scott Défaite 3-8     | Horuna Nul 0-0        | Nishimura Victoire 3-1 | 1er                   | Ağayev Défaite 0-7  | Éliminé             | Médaille de bronze, Jeux olympiques |

### Lutte
| Athlète            | Compétition  | Huitièmes de finale     | Quarts de finale    | Demi-finale         | Repêchage           | Finale 3e place Classement | Rang     |
| Athlète            | Compétition  | Adversaire Résultat     | Adversaire Résultat | Adversaire Résultat | Adversaire Résultat | Adversaire Résultat        | Rang     |
| ------------------ | ------------ | ----------------------- | ------------------- | ------------------- | ------------------- | -------------------------- | -------- |
| Iszmail Muszukajev | 65 kg hommes | Destribats Victoire 9-6 | Otoguro Défaite 1-4 | 'Non qualifié       | Tulga Victoire 4-2  | Rashidov Défaite 0-5       | 5e       |
| Marianna Sastin    | 62 kg femmes | Incze Défaite 1-3       | Éliminée            | Éliminée            | Éliminée            | Éliminée                   | Éliminée |

| Athlète        | Compétition | Huitième de finale        | Quart de finale         | Demi-finale           | Repêchage           | Finale 3e place Classement | Rang                               |
| Athlète        | Compétition | Adversaire Résultat       | Adversaire Résultat     | Adversaire Résultat   | Adversaire Résultat | Adversaire Résultat        | Rang                               |
| -------------- | ----------- | ------------------------- | ----------------------- | --------------------- | ------------------- | -------------------------- | ---------------------------------- |
| Bálint Korpási | 67 kg       | Aslanyan Défaite 1-1 (DP) | Éliminé                 | Éliminé               | Éliminé             | Éliminé                    | Éliminé                            |
| Tamás Lőrincz  | 77 kg       | Ouagram Victoire (FF)     | Yabiku Victoire 3-1     | Geraei Victoire 6-5   | -                   | Makhmudov Victoire 2-1     | Médaille d'or, Jeux olympiques     |
| Viktor Lőrincz | 87 kg       | Azisbekov Victoire 6-1    | Kudla Victoire 1-1 (DP) | Metwally Victoire 9-2 | -                   | Beleniuk Défaite 1-5       | Médaille d'argent, Jeux olympiques |
| Alex Szőke     | 97 kg       | Omarov Victoire 3-1       | Evloev Défaite 2-6      | Non qualifié          | Melia Victoire 5-1  | Michalik Défaite 0-10      | 5e                                 |

### Natation
| Maxim Lobanovskij                                                                          | 50 m nage libre masculin      | 22 s 25        | 26e          | Éliminé       | Éliminé     | Éliminé           | Éliminé                            |          |          |
| Szebasztián Szabó                                                                          | 100 m nage libre masculin     | 48 s 51        | 20e          | Éliminé       | Éliminé     | Éliminé           | Éliminé                            |          |          |
| Nándor Németh                                                                              | 100 m nage libre masculin     | 48 s 11        | 9e           | 47 s 81 NR    | 7e          | 48 s 10           | 8e                                 |          |          |
| Nándor Németh                                                                              | 200 m nage libre masculin     | 1 min 46 s 19  | 12e          | 1 min 47 s 20 | 15e         | Éliminé           | Éliminé                            |          |          |
| Dominik Kozma                                                                              | 200 m nage libre masculin     | 1 min 48 s 87  | 30e          | Éliminé       | Éliminé     | Éliminé           | Éliminé                            |          |          |
| Gábor Zombori                                                                              | 400 m nage libre masculin     | 3 min 47 s 99  | 18e          | Non disputé   | Non disputé | Éliminé           | Éliminé                            |          |          |
| Ákos Kalmár                                                                                | 800 m nage libre masculin     | 7 min 55 s 85  | 22e          | Non disputé   | Non disputé | Éliminé           | Éliminé                            |          |          |
| Ákos Kalmár                                                                                | 1 500 m nage libre masculin   | 15 min 17 s 2  | 22e          | Non disputé   | Non disputé | Éliminé           | Éliminé                            |          |          |
| Gergely Gyurta                                                                             | 1 500 m nage libre masculin   | 15 min 1 s 85  | 15e          | Non disputé   | Non disputé | Éliminé           | Éliminé                            |          |          |
| Richárd Bohus                                                                              | 100 m dos masculin            | Disqualifié    | Disqualifié  | Éliminé       | Éliminé     | Éliminé           | Éliminé                            |          |          |
| Ádám Telegdy                                                                               | 100 m dos masculin            | 54 s 42        | 29e          | Éliminé       | Éliminé     | Éliminé           | Éliminé                            |          |          |
| Ádám Telegdy                                                                               | 200 m dos masculin            | 1 min 57 s 70  | 14e          | 1 min 56 s 19 | 4e          | 1 min 56 s 15     | 5e                                 |          |          |
| Szebasztián Szabó                                                                          | 100 m papillon masculin       | 51 s 67        | 14e          | 51 s 89       | 14e         | Éliminé           | Éliminé                            |          |          |
| Kristóf Milák                                                                              | 100 m papillon masculin       | 50 s 62        | 2e           | 20 s 31       | 2e          | 49 s 88 ER        | Médaille d'argent, Jeux olympiques |          |          |
| Kristóf Milák                                                                              | 200 m papillon masculin       | 1 min 53 s 58  | 1er          | 1 min 52 s 22 | 1er         | 1 min 51 s 25 OR  | Médaille d'or, Jeux olympiques     |          |          |
| Dominik Kozma                                                                              | 200 m papillon masculin       | 1 min 48 s 87  | 30e          | Éliminé       | Éliminé     | Éliminé           | Éliminé                            |          |          |
| Hubert Kós                                                                                 | 200 m 4 nages masculin        | 1 min 58 s 47  | 20e          | Éliminé       | Éliminé     | Éliminé           | Éliminé                            |          |          |
| László Cseh                                                                                | 200 m 4 nages masculin        | 1 min 57 s 51  | 10e          | 1 min 57 s 64 | 8e          | 1 min 57 s 68     | 7e                                 |          |          |
| Péter Bernek                                                                               | 400 m 4 nages masculin        | 4 min 12 s 38  | 13e          | Non disputé   | Non disputé | Éliminé           | Éliminé                            |          |          |
| Dávid Verrasztó                                                                            | 400 m 4 nages masculin        | 4 min 9 s 80   | 4e           | Non disputé   | Non disputé | 4 min 10 s 59     | 4e                                 |          |          |
| Kristóf Milák Szebasztián Szabó Richárd Bohus Nándor Németh                                | 4 × 100 m nage libre masculin | 3 min 12 s 73  | 6e           | Non disputé   | Non disputé | 3 min 11 s 6 NR   | 5e                                 |          |          |
| Balázs Holló Dominik Kozma Richárd Márton Gábor Zombori                                    | 4 × 200 m nage libre masculin | Disqualifiés   | Disqualifiés | Non disputé   | Non disputé | Éliminés          | Éliminés                           |          |          |
| Richárd Bohus Péter Holoda Hubert Kós Tamás Takács                                         | 4 × 100 m 4 nages masculin    | 3 min 34 s 91  | 13e          | Non disputé   | Non disputé | Éliminés          | Éliminés                           |          |          |
| Kristóf Rasovszky                                                                          | 10 km en eau libre masculin   | Non disputé    | Non disputé  | Non disputé   | Non disputé | 1 h 48 min 59 s 0 | Médaille d'argent, Jeux olympiques |          |          |
| Ajna Késely                                                                                | 400 m nage libre féminin      | 4 min 5 s 34   | 10e          | Non disputé   | Éliminée    | Éliminée          |                                    |          |          |
| Ajna Késely                                                                                | 800 m nage libre féminin      | 8 min 26 s 20  | 13e          | Non disputé   | Non disputé | Éliminée          | Éliminée                           |          |          |
| Ajna Késely                                                                                | 1 500 m nage libre féminin    | 15 min 59 s 80 | 9e           | Non disputé   | Non disputé | Éliminée          | Éliminée                           |          |          |
| Viktória Mihályvári-Farkas                                                                 | 1 500 m nage libre féminin    | 16 min 2 s 26  | 12e          | Non disputé   | Non disputé | Éliminée          | Éliminée                           |          |          |
| Eszter Békési                                                                              | 200 m brasse féminin          | 2 min 26 s 89  | 25e          | Éliminée      | Éliminée    | Éliminée          | Éliminée                           |          |          |
| Katalin Burián                                                                             | 100 m dos féminin             | 1 min 0 s 7    | 18e          | Éliminée      | Éliminée    | Éliminée          | Éliminée                           |          |          |
| Katalin Burián                                                                             | 200 m dos féminin             | 2 min 9 s 10   | 8e           | 2 min 9 s 65  | 10e         | Éliminée          | Éliminée                           |          |          |
| Katinka Hosszú                                                                             | 200 m dos féminin             | 2 min 12 s 84  | 20e          | Éliminée      | Éliminée    | Éliminée          | Éliminée                           |          |          |
| Katinka Hosszú                                                                             | 200 m papillon féminin        | Forfait        | Forfait      | Forfait       | Forfait     | Éliminée          | Éliminée                           | Éliminée | Éliminée |
| Dalma Sebestyén                                                                            | 100 m papillon féminin        | 59 s 79        | 27e          | Éliminée      | Éliminée    | Éliminée          | Éliminée                           |          |          |
| Dalma Sebestyén                                                                            | 200 m 4 nages féminin         | 2 min 12 s 42  | 17e          | Éliminée      | Éliminée    | Éliminée          | Éliminée                           |          |          |
| Katinka Hosszú                                                                             | 200 m 4 nages féminin         | 2 min 9 s 70   | 2e           | 2 min 10 s 22 | 7e          | 2 min 12 s 38     | 7e                                 |          |          |
| Katinka Hosszú                                                                             | 400 m 4 nages féminin         | 4 min 36 s 1   | 7e           | Non disputé   | Non disputé | 4 min 35 s 98     | 5e                                 |          |          |
| Viktória Mihályvári-Farkas                                                                 | 400 m 4 nages féminin         | 4 min 35 s 99  | 6e           | Non disputé   | Non disputé | 4 min 37 s 75     | 6e                                 |          |          |
| Zsuzsanna Jakabos Boglárka Kapás Ajna Késely Laura Veres Evelyn Verrasztó[réf. nécessaire] | 4 × 200 m nage libre féminin  | 7 min 56 s 18  | 8e           | Non disputé   | Non disputé | 7 min 56 s 62     | 7e                                 |          |          |
| Anna Olasz                                                                                 | 10 km en eau libre féminin    | Non disputé    | Non disputé  | Non disputé   | Non disputé | 1 h 59 min 34 s 8 | 4e                                 |          |          |
| Fanni Gyurinovics Petra Halmai Benedek Kovács Richárd Márton                               | 4 × 100 m 4 nages mixte       | 3 min 47 s 15  | 15e          | Non disputé   | Non disputé | Éliminés          | Éliminés                           | Éliminés | Éliminés |

### Pentathlon moderne
| Athlète         | Compétition           | Escrime (épée, une touche) | Escrime (épée, une touche) | Natation (200 m nage libre) | Natation (200 m nage libre) | Natation (200 m nage libre) | Équitation (saut d'obstacles) | Équitation (saut d'obstacles) | Équitation (saut d'obstacles) | Combiné course/tir (3 200 m / pistolet à 10 m) | Combiné course/tir (3 200 m / pistolet à 10 m) | Combiné course/tir (3 200 m / pistolet à 10 m) | Total | Rang                                |
| Athlète         | Compétition           | Rang                       | Points                     | Temps                       | Rang                        | Points                      | Pénalités                     | Rang                          | Points                        | Temps                                          | Rang                                           | Points                                         | Total | Rang                                |
| --------------- | --------------------- | -------------------------- | -------------------------- | --------------------------- | --------------------------- | --------------------------- | ----------------------------- | ----------------------------- | ----------------------------- | ---------------------------------------------- | ---------------------------------------------- | ---------------------------------------------- | ----- | ----------------------------------- |
| Róbert Kasza    | Compétition masculine | 27e                        | 191                        | 2 min 0 s 61                | 12e                         | 309                         | 29                            | 25e                           | 271                           | 11 min 58 s 88                                 | 33e                                            | 582                                            | 1 353 | 26e                                 |
| Ádám Marosi     | Compétition masculine | 10e                        | 220                        | 1 min 59 s 50               | 9e                          | 311                         | 3                             | 4e                            | 297                           | 11 min 7 s 43                                  | 11e                                            | 633                                            | 1 461 | 6e                                  |
| Michelle Gulyás | Compétition féminine  | =6e                        | 220                        | 2 min 7 s 48                | 2e                          | 296                         | 57                            | 26e                           | 243                           | 12 min 14 s 76                                 | 7e                                             | 566                                            | 1 325 | 12e                                 |
| Sarolta Kovács  | Compétition féminine  | =6e                        | 221                        | 2 min 7 s 71                | 4e                          | 295                         | 7                             | 9e                            | 293                           | 12 min 21 s 42                                 | 11e                                            | 559                                            | 1 368 | Médaille de bronze, Jeux olympiques |

### Taekwondo
| Athlète    | Compétition           | Huitièmes de finale       | Quarts de finale    | Demi-finale         | Repêchage                   | Finale / MB         | Rang |
| Athlète    | Compétition           | Adversaire Résultat       | Adversaire Résultat | Adversaire Résultat | Adversaire Résultat         | Adversaire Résultat | Rang |
| ---------- | --------------------- | ------------------------- | ------------------- | ------------------- | --------------------------- | ------------------- | ---- |
| Omar Salim | Moins de 58 kg hommes | Dell'Aquila Défaite 13-26 | Non qualifié        | Non qualifié        | Sawekwiharee Victoire 43-22 | Jang Défaite 16-46  | 5e   |

### Tennis de table
| Athlète(s)                                 | Compétition        | Tour préliminaire | 1er tour              | 2e tour           | 3e tour          | 4e tour                | Quarts de finale | Demi-finale      | Finale / MB      | Rang      |
| Athlète(s)                                 | Compétition        | Adversaire Score  | Adversaire Score      | Adversaire Score  | Adversaire Score | Adversaire Score       | Adversaire Score | Adversaire Score | Adversaire Score | Rang      |
| ------------------------------------------ | ------------------ | ----------------- | --------------------- | ----------------- | ---------------- | ---------------------- | ---------------- | ---------------- | ---------------- | --------- |
| Bence Majoros                              | Simple messieurs   | Exempté           | Bouriah Victoire 4-0  | Groth Défaite 1-4 | Éliminé          | Éliminé                | Éliminé          | Éliminé          | Éliminé          | Éliminé   |
| Dóra Madarász                              | Simple dames       | Exemptée          | Edem (en) Défaite 1-4 | Éliminée          | Éliminée         | Éliminée               | Éliminée         | Éliminée         | Éliminée         | Éliminée  |
| Georgina Póta                              | Simple dames       | Exemptée          | Exemptée              | Moret Défaite 1-4 | Éliminée         | Éliminée               | Éliminée         | Éliminée         | Éliminée         | Éliminée  |
| Dóra Madarász Mária Fazekas Szandra Pergel | Par équipes femmes | Non disputé       | Non disputé           | Non disputé       | Non disputé      | Japon Défaite 0-3      | Éliminées        | Éliminées        | Éliminées        | Éliminées |
| Ádám Szudi Szandra Pergel                  | Double mixte       | Non disputé       | Non disputé           | Non disputé       | Non disputé      | Wong / Doo Défaite 0-4 | Éliminés         | Éliminés         | Éliminés         | Éliminés  |

### Tir
| Athlète      | Compétition                   | Qualification | Qualification | Finale  | Finale  |
| Athlète      | Compétition                   | Points        | Rang          | Points  | Rang    |
| ------------ | ----------------------------- | ------------- | ------------- | ------- | ------- |
| Zalán Pekler | Carabine à air comprimé 10 m  | 621,1         | 39e           | Éliminé | Éliminé |
| Zalán Pekler | Carabine à 50 m 3 positions   | 1 169-56x     | 18e           | Éliminé | Éliminé |
| István Péni  | Carabine à air comprimé 10 m, | 629,4         | 7e            | 186,5   | 4e      |
| István Péni  | Carabine à 50 m 3 positions   | 1 173-64x     | 10e           | Éliminé | Éliminé |

| Athlète         | Compétition                  | Qualification | Qualification | Finale   | Finale   |
| Athlète         | Compétition                  | Points        | Rang          | Points   | Rang     |
| --------------- | ---------------------------- | ------------- | ------------- | -------- | -------- |
| Veronika Major  | Pistolet à air comprimé 10 m | 566           | 34e           | Éliminée | Éliminée |
| Veronika Major  | Pistolet à 25 m,             | 572           | 35e           | Éliminée | Éliminée |
| Eszter Mészáros | Carabine à air comprimé 10 m | 625,3         | 20e           | Éliminée | Éliminée |
| Eszter Mészáros | Carabine à 50 m 3 positions  | 1 161-48x     | 26e           | Éliminée | Éliminée |

| Athlète                     | Compétition                   | Qualification 1 | Qualification 1 | Qualification 2 | Qualification 2 | Finale / 3e place   | Finale / 3e place |
| Athlète                     | Compétition                   | Points          | Rang            | Points          | Rang            | Adversaire Résultat | Rang              |
| --------------------------- | ----------------------------- | --------------- | --------------- | --------------- | --------------- | ------------------- | ----------------- |
| István Péni Eszter Mészáros | Carabine à air comprimé 10 m, | 627,9           | 8e              | 414,6           | 7e              | Éliminés            | Éliminés          |

### Tir à l'arc
| Athlète              | Compétition        | Tour préliminaire | Tour préliminaire | 1er tour         | 2e tour          | 3e tour          | Quarts de finale | Demi-finale      | Finale / 3e place | Rang    |
| Athlète              | Compétition        | Score             | Rang              | Adversaire Score | Adversaire Score | Adversaire Score | Adversaire Score | Adversaire Score | Adversaire Score  | Rang    |
| -------------------- | ------------------ | ----------------- | ----------------- | ---------------- | ---------------- | ---------------- | ---------------- | ---------------- | ----------------- | ------- |
| Mátyás László Balogh | Individuel hommes, | 632               | 61e               | Kim Défaite 0-6  | Éliminé          | Éliminé          | Éliminé          | Éliminé          | Éliminé           | Éliminé |

### Triathlon
| Athlète           | Compétition | Natation (1,5 km) | Transition 1 | Vélo (40 km)    | Transition 2    | Course (10 km)  | Temps           | Résultat        |
| ----------------- | ----------- | ----------------- | ------------ | --------------- | --------------- | --------------- | --------------- | --------------- |
| Bence Bicsák      | Hommes      | 17 min 55 s       | 42 s         | 56 min 26 s     | 29 s            | 30 min 24 s     | 1 h 45 min 56 s | 7e              |
| Tamás Tóth        | Hommes      | 18 min 7 s        | 40 s         | 56 min 20 s     | 33 s            | 32 min 39 s     | 1 h 48 min 19 s | 29e             |
| Zsanett Bragmayer | Femmes      | 19 min 19 s       | 42 s         | 1 h 3 min 7 s   | 34 s            | 36 min 18 s     | 2 h             | 12e             |
| Zsófia Kovács     | Femmes      | 20 min 30 s       | 42 s         | Concède un tour | Concède un tour | Concède un tour | Concède un tour | Concède un tour |

| Athlète           | Natation (250 m) | Transition 1 | Vélo (7 km) | Transition 2 | Course (1,5 km) | Temps           | Résultat |
| ----------------- | ---------------- | ------------ | ----------- | ------------ | --------------- | --------------- | -------- |
| Zsanett Bragmayer | 3 min 53 s       | 39 s         | 10 min 33 s | 30 s         | 6 min 29 s      | 22 min 4 s      | -        |
| Bence Bicsák      | 4 min 7 s        | 38 s         | 9 min 53 s  | 28 s         | 5 min 31 s      | 20 min 37 s     | -        |
| Zsófia Kovács     | 4 min 31 s       | 38 s         | 10 min 53 s | 30 s         | 6 min 34 s      | 23 min 6 s      | -        |
| Tamás Tóth        | 4 min 12 s       | 44 s         | 9 min 52 s  | 28 s         | 5 min 40 s      | 20 min 56 s     | -        |
| Total             | -                | -            | -           | -            | -               | 1 h 26 min 43 s | 11e      |

### Voile
| Athlète         | Compétition         | Régate | Régate | Régate | Régate | Régate | Régate | Régate | Régate | Régate | Régate | Régate      | Régate      | Régate | Total net | Rang final                         |
| Athlète         | Compétition         | 1      | 2      | 3      | 4      | 5      | 6      | 7      | 8      | 9      | 10     | 11          | 12          | CM     | Total net | Rang final                         |
| --------------- | ------------------- | ------ | ------ | ------ | ------ | ------ | ------ | ------ | ------ | ------ | ------ | ----------- | ----------- | ------ | --------- | ---------------------------------- |
| Zsombor Berecz  | Finn hommes         | 2      | 2      | 9      | 4      | 6      | 7      | 3      | 5      | 4      | 4      | Non disputé | Non disputé | 1      | 39        | Médaille d'argent, Jeux olympiques |
| Benjámin Vadnai | Laser hommes        | 7      | 21     | 9      | 15     | 16     | 18     | 17     | 21     | 21     | 25     | Non disputé | Non disputé | EL     | 145       | 18e                                |
| Mária Érdi      | Laser Radial femmes | 19     | 18     | 16     | 16     | 2      | 17     | 14     | 11     | 15     | 25     | Non disputé | Non disputé | EL     | 128       | 13e                                |
| Sára Cholnoky   | RS:X femmes         | 27     | 26     | 27     | 21     | 25     | 15     | 24     | 19     | 24     | 23     | 20          | 21          | EL     | 246       | e                                  |

### Water-polo
| Compétition      | Phase de groupe    | Phase de groupe          | Phase de groupe              | Phase de groupe          | Phase de groupe  | Phase de groupe | Quart de finale         | Demi-finale         | Finale / 3e place    | Finale / 3e place                   |
| Compétition      | Adversaire Score   | Adversaire Score         | Adversaire Score             | Adversaire Score         | Adversaire Score | Rang            | Adversaire Score        | Adversaire Score    | Adversaire Score     | Rang                                |
| ---------------- | ------------------ | ------------------------ | ---------------------------- | ------------------------ | ---------------- | --------------- | ----------------------- | ------------------- | -------------------- | ----------------------------------- |
| Tournoi masculin | Grèce Défaite 9-10 | Japon Victoire 16-11     | Afrique du Sud Victoire 23-1 | États-Unis Victoire 11-8 | Italie Nul 5-5   | 3e              | Croatie Victoire 15-11  | Grèce Défaite 6-9   | Espagne Victoire 9-5 | Médaille de bronze, Jeux olympiques |
| Tournoi féminin  | ROC Nul 10-10      | États-Unis Victoire 10-9 | Japon Victoire 17-13         | Chine Défaite 9-11       | Exempt           | 2e              | Pays-Bas Victoire 14-11 | Espagne Défaite 6-8 | ROC Victoire 11-9    | Médaille de bronze, Jeux olympiques |